# Dunlop (ser)

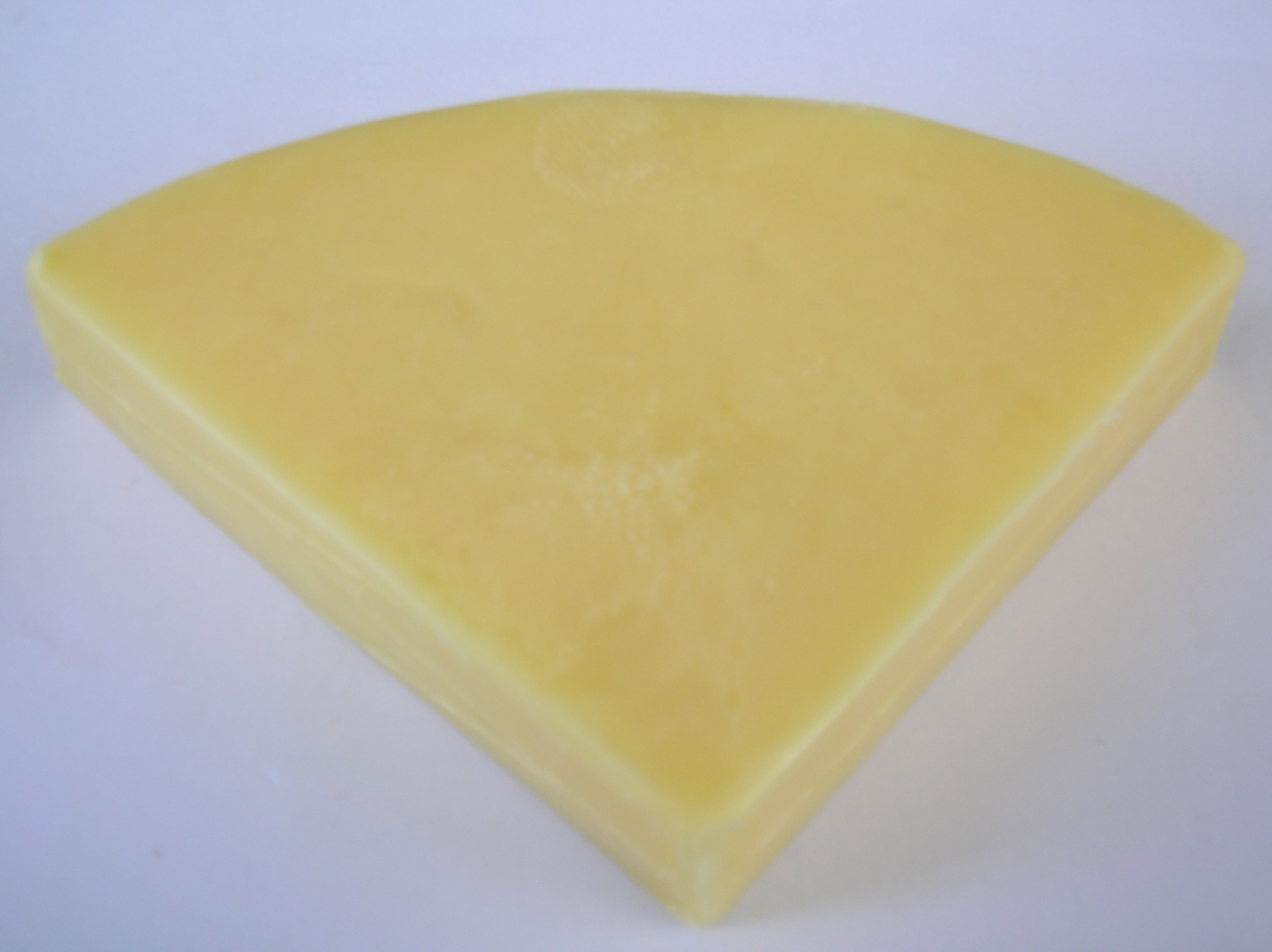
Ser dunlop

Dunlop – rodzaj szkockiego sera, produkowanego z mleka krowiego. Jest to ser dojrzewający, podpuszczkowy oraz twardy. Podobny do sera cheddar, odróżnia się od niego łagodniejszym  smakiem, orzechowym posmakiem, miększą i bardziej kremową konsystencją.
Nazwa sera pochodzi od rasy krów wypasanych w okolicach wsi Dunlop, w południowo-zachodniej Szkocji. Receptura sera pochodzi z około 1690 roku. Jej opracowanie przypisuje się Barbarze Gilmour, pochodzącej z rodziny rolniczej w szkockim hrabstwie Ayrshire. Gilmour wzorowała się na recepturze poznanej w Irlandii, gdzie spędziła ona pewien czas, szukając schronienia przed trwającymi w Szkocji prześladowaniami religijnymi. Ser wytwarzany był z mleka pełnotłustego i poddawany prasowaniu do uzyskania stosunkowo twardej konsystencji. Pod koniec XVIII produkcję sera dunlop odnotowano w pięciu parafiach w hrabstwie Ayrshire i dwóch w sąsiednim Lanarkshire. Produkcja sera rozwijała się w XIX wieku. Głównym rynkiem zbytu były gwałtownie rozrastające się miasta przemysłowe środkowej Szkocji, w szczególności Glasgow i Paisley. Jeszcze w 1930 roku produkcję sera prowadziło około 300 gospodarstw.
W okresie II wojny światowej i powojennym zrzeszenie mleczarskie Milk Marketing Board, z obawy przed skojarzeniem nazwy sera przez konsumentów z popularną marką opon Dunlop, która mogłaby sugerować jego „gumowatość”, podjęła działania na rzecz zastąpienia go przez zbliżony ser cheddar. Nazwa dunlop oraz tradycyjna receptura sera przetrwała w niektórych zakątkach Szkocji, m.in. na wyspie Arran. 